# 颓废音乐

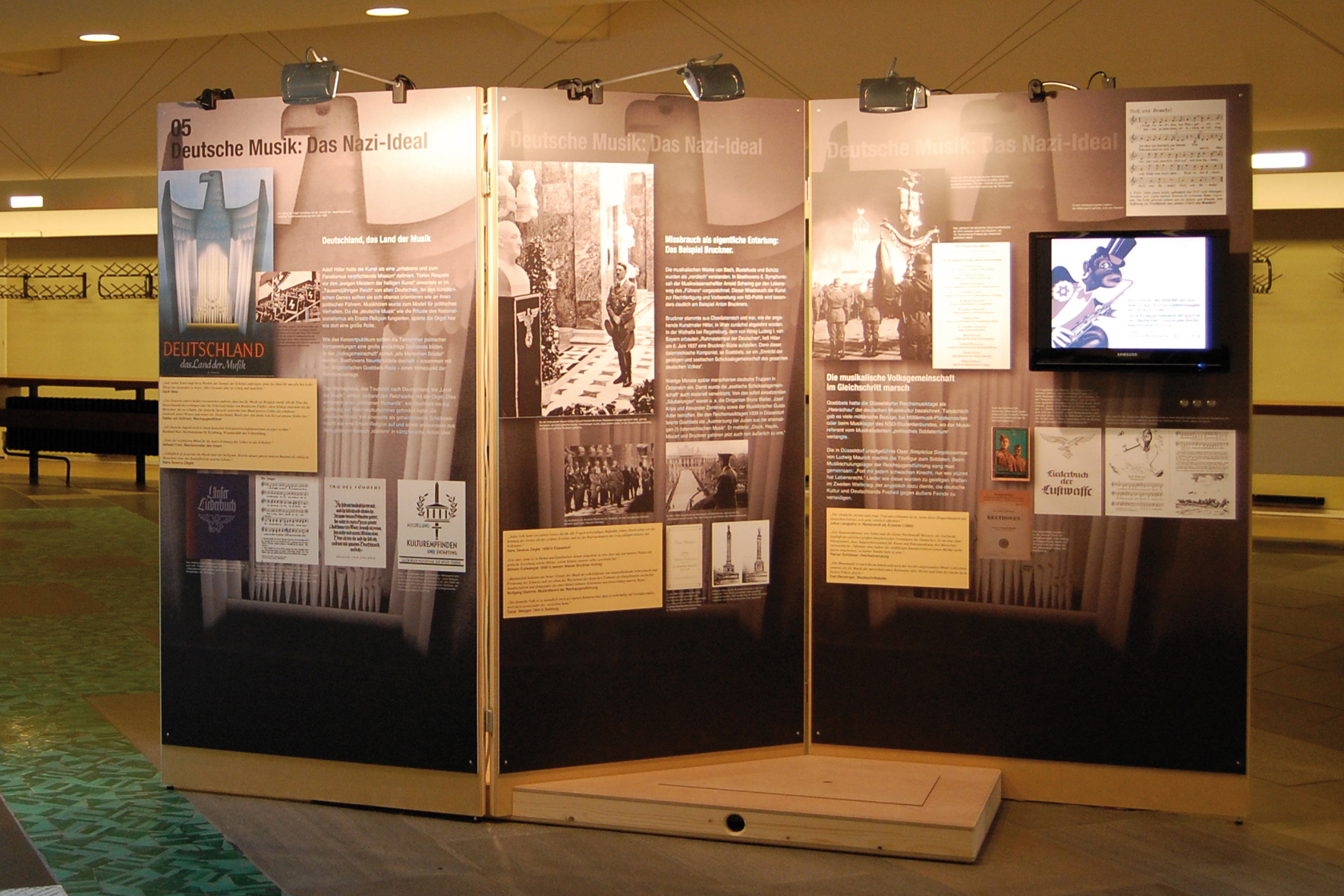
当代关于纳粹时期音乐的展览

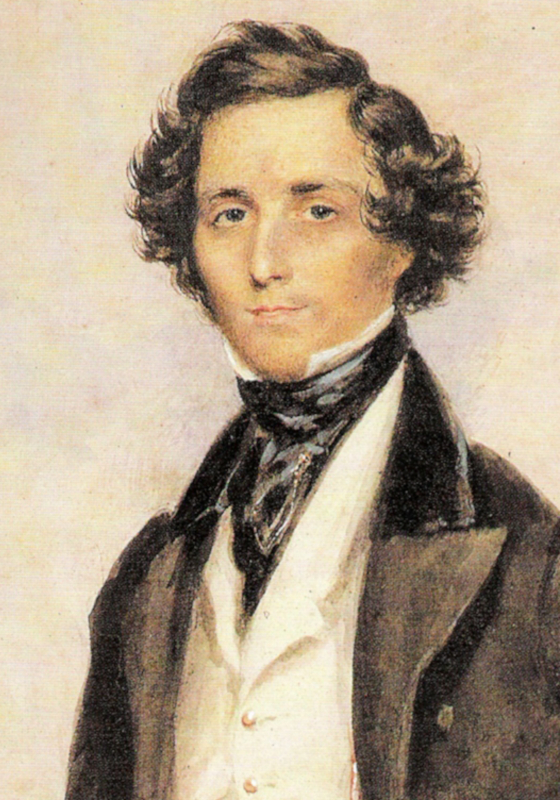
1839年的费利克斯·门德尔松·巴托尔迪画像

颓废音乐（德語：Entartete Musik）是20世纪30年代纳粹德国政府对某些形式的音乐的称呼，这些音乐被纳粹认为是有害或頹廢的。颓废音乐是纳粹政府发动的颓废艺术（Entartete Kunst）运动的一部分，纳粹期望抹黑这些作品、禁止它们的展示并将其与大众隔离开来。

## 认定原则
被认定为“颓废音乐”通常出于几种原因：
任何反对纳粹政权的音乐，如内容或其作曲家及演奏家的政治观点反对纳粹的音乐作品均被视为颓废音乐。包括犹太裔的作曲家（费利克斯·门德尔松·巴托尔迪、梅耶貝爾、阿诺德·勋伯格、弗朗兹·施雷克尔、沃尔特·布劳恩费尔斯、埃里希·科恩戈尔德、寇特·威爾、古斯塔夫·馬勒、大卫·诺瓦科夫斯基和贝特霍尔德·施密特），具有犹太或非洲风格的音乐（如恩斯特·克热内克），倾向马克思主义的音乐家的作品（如汉斯·艾斯勒）。同情纳粹反对者的作曲家也在此列（如支持从德国流亡的勋伯格的安东·韦伯恩）。
现代主义音乐，如保羅·欣德米特、阿尔班·贝尔格、勋伯格和韦伯恩的作品也被认为是颓废音乐。纳粹认为现代主义的音乐次于古典音乐，其对传统结构和形式的摒弃对法西斯政权对秩序和文化传统的追求构成了威胁。另外，由于根植于非裔美国人的文化，爵士乐也被认为是颓废音乐。

## 歧视
纳粹夺权后，这些作曲家的生活日渐艰难，他们的作品很难演出，因此他们纷纷流亡海外（如勋伯格、威尔、欣德米特和施密特）或内部流亡（如卡尔·阿玛德乌斯·哈特曼、鲍里斯·布拉赫尔），或被关入集中营（如维克托·乌尔曼和埃尔文·舒尔霍夫）。
虽然最初被认定为颓废音乐，有些作品后来被纳粹广泛使用，例如1937年卡尔·奥尔夫所作广受欢迎的《布蘭詩歌》。
1938年，如同对颓废艺术的展出一样，纳粹组织了多次展览。汉斯·西弗勒斯·齐格勒在杜塞尔多夫魏玛国家大剧院颓废音乐展览开幕致词时称，这些音乐是受了“犹太主义和资本主义的影响”。此次展览分为7部分：
1. 犹太主义的影响
2. 勋伯格
3. 库尔特·威尔和恩斯特·克热内克
4. “小布尔什维克”（恩斯特·托赫、Schreker、Berg）
5. 凯斯腾贝尔格
6. 欣德米特
7. 伊戈尔·费奥多罗维奇·斯特拉文斯基